# Birmingham Post
 (mai 2023).
Si vous disposez d'ouvrages ou d'articles de référence ou si vous connaissez des sites web de qualité traitant du thème abordé ici, merci de compléter l'article en donnant les références utiles à sa vérifiabilité et en les liant à la section « Notes et références ».
Le Birmingham Post est un hebdomadaire imprimé basé à Birmingham, en Angleterre, avec une distribution dans les West Midlands. Publié pour la première fois sous le nom de Birmingham Daily Post en 1857, il a connu une succession de rédacteurs distingués et a joué un rôle influent dans la vie et la politique de la ville. Il appartient actuellement à Reach plc. En juin 2013, une édition quotidienne sur tablette, appelée Birmingham Post Business Daily, est lancée.

## Histoire
Le Birmingham Journal est un journal hebdomadaire qui a été publié entre 1825 et 1869. Voix influente au niveau national dans le mouvement chartiste dans les années 1830, il a été vendu à John Frederick Feeney en 1844 et est un ancêtre direct du Birmingham Post d'aujourd'hui.
Le Stamp Act de 1855 supprime la taxe sur les journaux et transforme le commerce de la presse. Le prix du Journal est réduit de sept à quatre pence et la diffusion explose. Non taxé, il est devenu possible de vendre un journal pour un sou, et l'avantage résidait dans des publications plus petites et plus fréquentes qui pouvaient tenir leurs lecteurs plus à jour. Le rédacteur en chef de Feeney et du Journal, John Jaffray, a initialement envisagé une deuxième édition du Journal en milieu de semaine, mais le lancement du premier quotidien de Birmingham par l'éminent radical George Dawson — l'éphémère Birmingham Daily Press — les a poussés à lancer leur propre titre quotidien, The Birmingham Daily Post, le 4 décembre 1857.

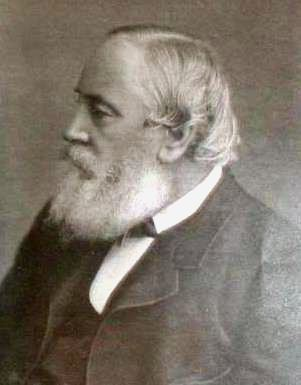
John Thackray Bunce, rédacteur en chef influent du Birmingham Post de 1862 à 1898.